# Amara fortis
Amara fortis (лат.) — вид жуков-тускляков из семейства жужелиц подсемейства харпалин и монотипического подрода Neopercosia. Вид описан Джоном Леконтом по экземплярам собранным Густавом Бельфражем.

## Описание
Длина тела 10—12 мм. Окраска верхней части тела, усиков и ног варьирует от красно-коричневой до чёрно-коричневой. Голова сильно уплощенна, гладкая с двумя заглазничными ямками. Усики с удлинёнными члениками, достигают заднего края переднеспинки. Наличиник слабо вздутый. Переднегрудка у самцов почти гладкая с несколькими точками в центре. Затылок редуцированный. Переднеспинка примерно в 1,69—1,8 раза шире головы, с сильно закруглёнными краями. Отросток переднегруди хорошо выражен, с 4—6 щетинками. Надкрылья ребристые. Крылья короткие и широкие. Эндофаллус без склеротизированых структур, парамеры (боковые отростки) эдеагуса без крючка на конце, как это характерно для представителей подрода Percosia. Летать не способны. О биологических особенностях этого вида сведения отсутствуют. Известен только по экземплярам из окрестностей городов Уэйко и Даллас в штате Техас (США).